# The Seventh Sign
The Seventh Sign е студиен албум на Ингви Малмстийн. Издаден е през 1994 г., от CMC International – Spitfire.

### Бонус песен към японското издание
1. Angel in Heat – 4:14

## Състав
- Ингви Малмстийн – всички електрически и акустични китари, бас, ситар, вокал на Angel In Heat
- Майкъл Висцера – вокал
- Матс „Тайланд“ Олаусон – клавишни
- Майк Терана – барабани

|  | Тази страница частично или изцяло представлява превод на страницата The Seventh Sign (album) в Уикипедия на английски. Оригиналният текст, както и този превод, са защитени от Лиценза „Криейтив Комънс – Признание – Споделяне на споделеното“, а за съдържание, създадено преди юни 2009 година – от Лиценза за свободна документация на ГНУ. Прегледайте историята на редакциите на оригиналната страница, както и на преводната страница, за да видите списъка на съавторите. ВАЖНО: Този шаблон се отнася единствено до авторските права върху съдържанието на статията. Добавянето му не отменя изискването да се посочват конкретни източници на твърденията, които да бъдат благонадеждни. |